# Ochyrocera magali
Espèce
Ochyrocera magali est une espèce d'araignées aranéomorphes de la famille des Ochyroceratidae.

## Distribution
Cette espèce est endémique du Minas Gerais au Brésil,. Elle se rencontre à Caeté et Santa Bárbara dans des grottes.

## Description
Le mâle holotype mesure 0,8 mm et la femelle paratype 1,0 mm.

## Étymologie
Cette espèce est nommée en l'honneur de Magali, personnage de la bande dessinée Turma da Mônica.

## Publication originale
- Brescovit, Zampaulo, Pedroso & Cizauskas, 2021 : « Four new species of the genus Ochyrocera (Araneae, Ochyroceratidae) from iron caves of the state of Minas Gerais, with the description of the third anophtalmic species from Brazil. » Subterranean Biology, no 41, p. 63-68 (texte intégral).